# Lasioglossum pallidum
Lasioglossum pallidum är en biart som först beskrevs av Radoszkowski 1888.  Lasioglossum pallidum ingår i släktet smalbin, och familjen vägbin. Inga underarter finns listade i Catalogue of Life.